# Liten brandlöpare
Liten brandlöpare (Sericoda quadripunctata) är en skalbaggsart som beskrevs av De Geer. Liten brandlöpare ingår i släktet Sericoda och familjen jordlöpare. Arten är reproducerande i Sverige. Inga underarter finns listade i Catalogue of Life.